# VI Cumbre de Unasur
La VI Cumbre de Unasur fue un encuentro de Jefes y Jefas de Estado de América del Sur, celebrado el 30 de noviembre de 2012. El Anfitrión y Presidente Pro Témpore de esta reunión fue el mandatario peruano Ollanta Humala. Los temas más destacados fueron: avances en proyectos sociales de la región, situación de Paraguay, entre otros.

## Declaración de Lima
Al finalizar la VI Cumbre se presentó la Declaración Final. Se decidió no hacerla oficial, pero si presentar comentarios sobre esta. El responsable de realizarlos fue el Presidente del Perú, Ollanta Humala.
«Acabamos de culminar la VI Reunión de UNASUR y nos propusimos avanzar en una agenda de la cual han salido 16 decisiones tomadas. Vamos a dar un impulso real al proceso de integración sudamericano y hemos trabajado proyectos sociales con una agenda prioritaria, por ejemplo, en la erradicación de la desnutrición crónica infantil, a impulsar el sistema de protección social para las poblaciones en situación de vulnerabilidad, a la búsqueda de un mayor acceso a los servicios públicos y la generación de oportunidades económicas y productivas para los más pobres especialmente en las zonas de frontera. Acorde con las prioridades de la Presidencia Pro Témpore de UNASUR estamos dando pasos importantes hacia la meta de tener una ciudadanía sudamericana para lo que estamos ampliado los acuerdos sobre residencia para toda Sudamérica; igualmente impulsando la cooperación en la lucha conjunta por la seguridad ciudadana y contra el crimen organizado transnacional adoptando acciones para hacer más accesible los medicamentos, para la vinculación a través de internet a bajo precio en todos los rincones de Sudamérica, para atender de manera conjunta y eficiente los riesgos de desastres naturales, y entre muchas otras decisiones, para que los ciudadanos a través de sus organizaciones puedan participar con sus sugerencias en el proceso de integración de UNASUR. Por supuesto que no ha estado ausente la integración física Sudamérica en el conjunto de nuestras decisiones. Hemos decidido privilegiar un  grupo de 31 proyectos emblemáticos que mejorarán la conexión de los espacios de América del Sur, especialmente de zonas rurales y de frontera y que  serán supervisados permanentemente con un plazo máximo de 10 años para que estén uniendo más intensivamente a nuestros países en ejes de desarrollo y sirvan para generar nuevos circuitos económicos. De esos 31 proyectos, que sumarán una inversión del orden de los 17 mil millones de dólares, corresponderá desarrollar en el Perú 5 conjuntos de obras, 3 en los ejes transversales desde la Costa a la Amazonía  y hacia el Brasil, y dos que deberán vincularnos más intensivamente con Ecuador. Las obras localizadas al interior de nuestro territorio, además, convocarán la participación del sector privado a través de la inversión directa y la asociación público-privada, favoreciendo el empleo y el desarrollo con inclusión social. Hace muchos siglos los Inca emprendieron la primera gran obra de integración física el Qhapaq Ñam, o camino inca, el mismo que fuese nuestro primer eje de comunicaciones, hoy estamos uniendo esfuerzos para que este importante vínculo histórico de seis naciones sea nominado por la UNESCO  como patrimonio mundial. Otro tema, especialmente simbólico para nuestros pueblos andinos es el de la promoción del año 2013 como el Año Internacional de la Quinua, acogida por las naciones sudamericanas con el fin de desarrollar su consumo y promover el valioso potencial nutricional de este cereal. Su cultivo es también un importante medio de inclusión económica de nuestros agricultores altoandinos. Hemos renovados los esfuerzos para consolidar a Sudamérica como una zona de paz, así como el apoyo solidario en la lucha contra el terrorismo. Hemos dedo especial énfasis al fortalecimiento y la defensa colectiva de la democracia y la vigencia de sus instituciones. En este último aspecto, se escuchó el informe del Presidente del Grupo de Alto Nivel para el Seguimiento y Evaluación de la situación en Paraguay, se ha intercambiado informaciones y esperemos que el proceso electoral que se llevará próximamente en ese país sirva para su reincorporación a la comunidad sudamericana de naciones. Asimismo, dentro de las decisiones que se acordado está la aprobación del estatuto de creación del Instituto Suramericano de Gobierno de Salud la creación de la Red de Escuelas de Salud Pública, la aprobación del Plan de Acción Estratégico 2012-2022 del Consejo de Suramericano de Infraestructura y Planeamiento (COSIPLAN), la aprobación de la Agenda de Proyectos Prioritarios del Consejo Suramericano de Infraestructura y Planeamiento, los lineamientos políticos de UNASUR con referencia a terceros, foros de participación ciudadana, ciudadanía suramericana. Asimismo, la aprobación del estatuto del Centro de Estudios Estratégicos de Defensa (CEED), además de la creación del Consejo Suramericano en Materia de Seguridad Ciudadana, Justicia y Coordinación de Acciones contra la Delincuencia Organizada Trasnacional y se han tocado temas para buscar alternativas a estos comités de arbitraje internacional, se han tocado temas en materia de infraestructura para poder integrar nuestros territorios, y sobre la situación de la crisis financieras en Europa y que la consolidación económica no debe tener triunfalismo sino ánimo de poder ampliar las actividades productivas de nuestros pueblos. Somos conscientes que este crecimiento debe ser trabaja día a día y es el esfuerzo de los pueblos de Suramérica y como gobiernos tenemos que trabajar la creación de una identidad y cultura suramericana  y vislumbrar el camino hacia el futuro, que es lo que requieren nuestros pueblos.»

## Asistentes
| País      | Representante      | Cargo          |
| --------- | ------------------ | -------------- |
| Argentina | Amado Boudou       | Vicepresidente |
| Bolivia   | David Choquehuanca | Canciller      |
| Brasil    | Michel Temer       | Vicepresidente |
| Chile     | Sebastián Piñera   | Presidente     |
| Colombia  | Juan Manuel Santos | Presidente     |
| Ecuador   | Rafael Correa      | Presidente     |
| Guyana    | Donald Ramotar     | Presidente     |
| Perú      | Ollanta Humala     | Presidente     |
| Surinam   | Desiré Delano      | Presidente     |
| Uruguay   | Danilo Astori      | Vicepresidente |
| Venezuela | Nicolás Maduro     | Canciller      |